# Ignaz-Günther-Gymnasium

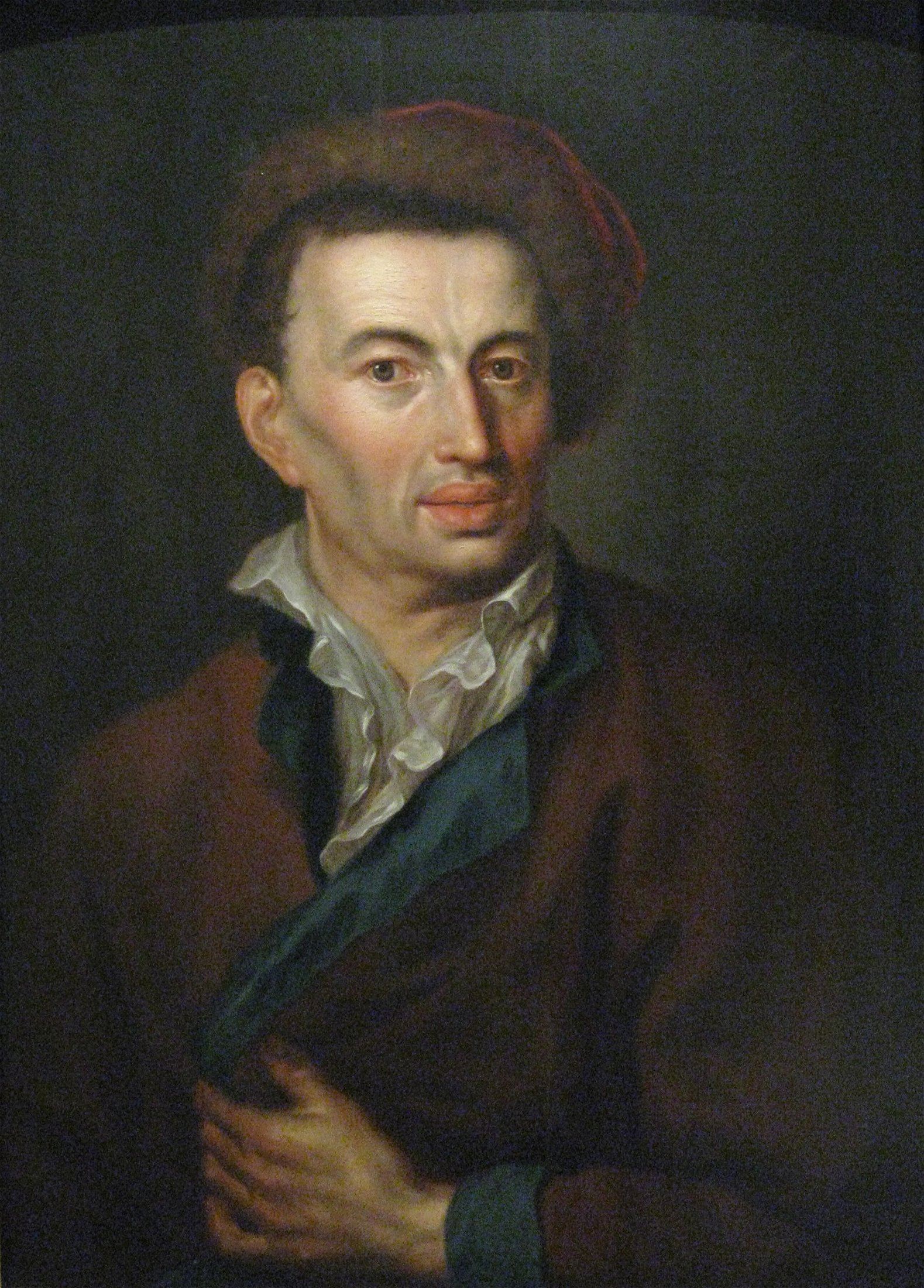
Ignaz Günther (1725–1775), der Namenspatron des Gymnasiums

Das Ignaz-Günther-Gymnasium ist ein Gymnasium im oberbayerischen Rosenheim mit einer humanistischen, neusprachlichen und musischen Ausbildungsrichtung.

## Profil
Das Ignaz-Günther-Gymnasium ist vor allem im sprachlichen und musischen Bereich sowie im Bereich digitaler Technik profiliert. Das Gymnasium bietet Pluskurse für besonders begabte Kinder im sprachlich-literarischen, im musisch-künstlerischen, im mathematisch-naturwissenschaftlichen sowie im sportlich-motorischen Bereich an.
Erste Fremdsprache ist Latein, in der sechsten Jahrgangsstufe folgt Englisch. Im humanistischen Zweig lernen die Schüler ab der achten Klasse Griechisch, im neusprachlichen Zweig Französisch. Ab der 10. Klasse kann Italienisch oder Französisch (statt Latein) als spätbeginnende Fremdsprache gelernt werden. Daneben bietet das „Ignaz“ Spanisch und Chinesisch als Wahlfach an. Das Gymnasium pflegt Schulpartnerschaften mit Schulen in Frankreich, Italien und Irland. Außerdem finden regelmäßig Schulfahrten nach England, Frankreich, Griechenland und Rom statt.
Im musischen Zweig lernen die Schüler ab Jahrgangsstufe 5 ein Instrument, haben Musik als Kernfach und mehr Unterricht in Kunst.
Die Konzerte der Schule, vor allem das jährlich im Rosenheimer Kultur- und Kongresszentrum stattfindende Frühjahrskonzert, finden breites Interesse.
Die Schule nimmt erfolgreich an nationalen und internationalen Wettbewerben im MINT-Bereich teil. Im Jahr 2018 wurde die Schule als „Bayerische Forscherschule des Jahres“ ausgezeichnet.
Alle Schüler ab der 8. Jahrgangsstufe benutzen im Unterricht ein Tablet als Lernmittel.

## Schulgeschichte
Es ist das älteste der drei Gymnasien in Rosenheim und aus der ehemaligen Rosenheimer Lateinschule hervorgegangen, deren Geschichte sich bis zum Jahr 1571 zurückverfolgen lässt. Von 1815 bis 1837 war das heutige Gymnasium eine lateinische Vorbereitungsschule, bis 1855 eine vierklassige Lateinschule, danach eine Königlich Bayerische Lateinschule und ein Progymnasium. 1896 wurde die Schule zum neunjährigen Königlich-Humanistischen Gymnasium ausgebaut. 1920 wurde die Koedukation eingeführt. Vor dem Zweiten Weltkrieg wurde die Schule durch die publizistische Tätigkeit des Leiters Eduard Stemplinger (1921–1934) und seines Stellvertreters Josef Hofmiller überregional bekannt. Der humanistische Zweig wurde 1961 mit einem neusprachlichen Zweig ergänzt. Den Namen Ignaz-Günther-Gymnasium erhielt die Schule im Jahr 1965 im Rahmen der Einweihung eines Erweiterungstrakts, zuvor hieß es Humanistisches Gymnasium Rosenheim. 1973 kam der musische Zweig hinzu. Dem Förderverein der Schule steht die ehemalige Schulleiterin Julitta Fleischmann vor. 241 Mitglieder hatte der Förderverein des Ignaz-Günther-Gymnasiums Ende des Jahres 2008.

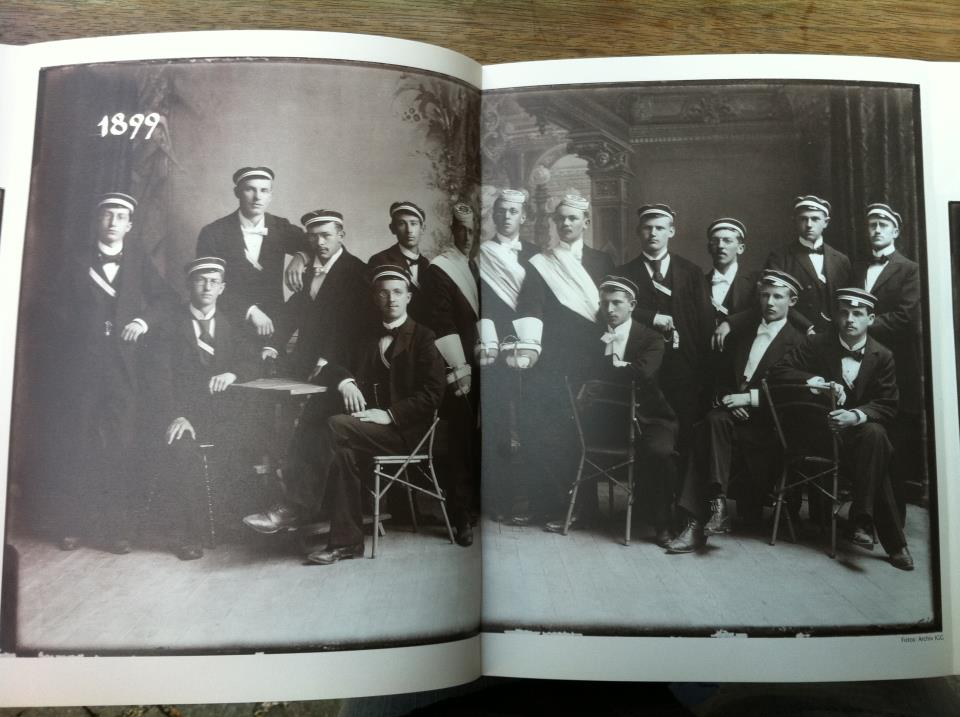
Erster Abiturjahrgang des Königlich-Humanistischen Gymnasiums 1899

## Bau-, Umbau- und Erweiterungsmaßnahmen
Zur Eröffnung des Gymnasiums am 18. September 1896 bestand dieses nur aus dem Gebäude Hausnummer 32. Doch schon Ende desselben Jahres fasste das Gemeinde-Collegium der Stadt Rosenheim den Beschluss zum Neubau mit der Hausnummer 34. Im Jahr 1900 war der Umzug vollzogen, das alte Gebäude wurde nicht mehr von der Schule genutzt. Obgleich seit Mitte der 1950er Jahre Raumnot herrschte, gab der Stadtrat erst am 12. April 1961 grünes Licht für den Erweiterungsbau, der im Juli 1962 fertiggestellt wurde. Da in den 1970er Jahren die Schülerzahl auf ca. 1000 Schüler angewachsen war, wurde eine erneute Vergrößerung nötig. Der Stadtrat beschloss daher im April 1974, nicht nur das alte Schulgebäude Nr. 32 wieder zu nutzen, sondern noch zusätzliche Räumlichkeiten zu errichten. Weitere Um- und Erweiterungsbauten erfolgten in den Jahren 1975–1981 sowie 1979–1984. In den Jahren 1997–1998 wurden Arbeiten zur Dach- und Fassadensanierung durchgeführt. Im Jahre 2009 wurde ein weiteres Gebäude mit einer Schulmensa eingeweiht.
2013 wurde die Aula des Gymnasiums renoviert. Im Zuge dessen ist auch eine neue Veranstaltungstechnik verbaut worden. Im Oktober 2015 wurde im Zuge des P-Seminars Sport der Q-Stufe 2014/16 ein Street-Workout Park auf der Grünfläche an der Mensa errichtet, der am 30. Oktober 2015 feierlich eingeweiht wurde.

## Fotos

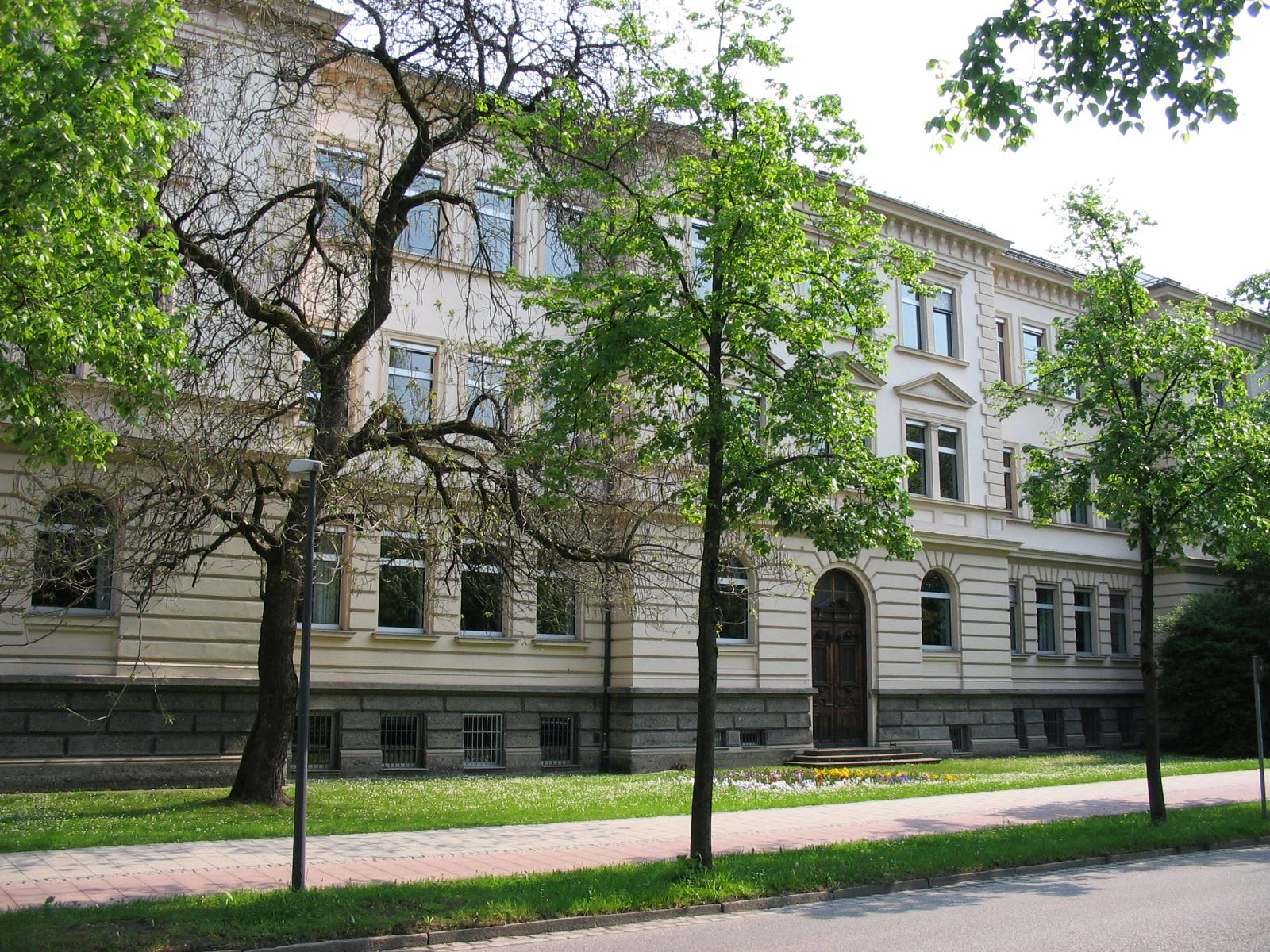
Altbau Haus-Nr. 32, Blick von der Prinzregentenstraße
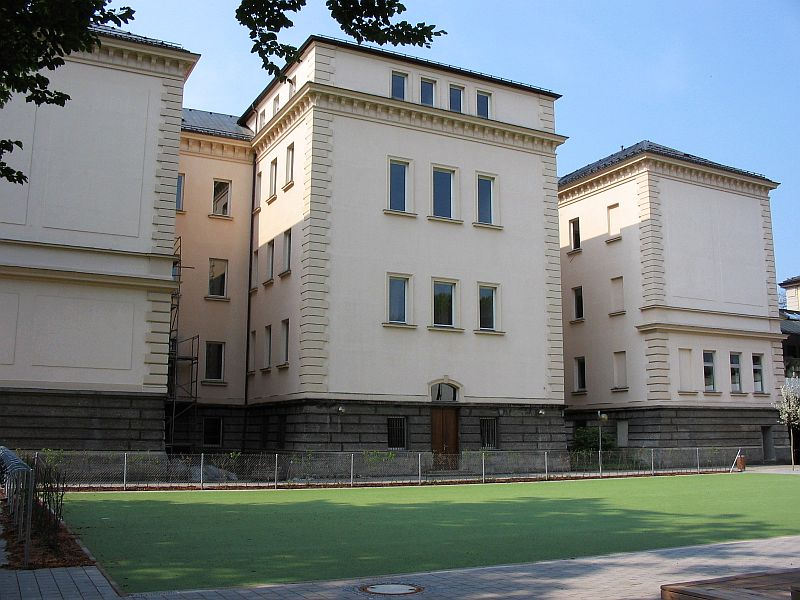
Altbau Haus-Nr. 32, Blick von der Heilig-Geist-Straße
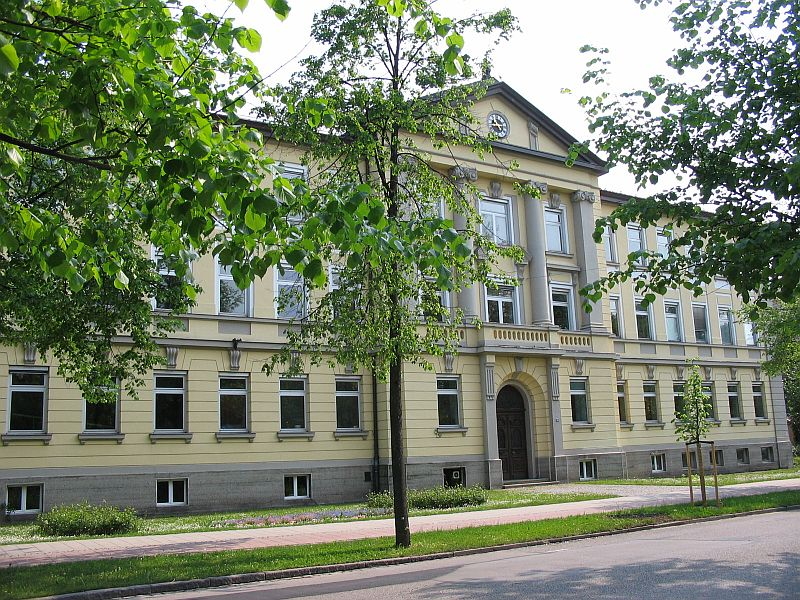
Altbau Haus-Nr. 34, Blick von der Prinzregentenstraße
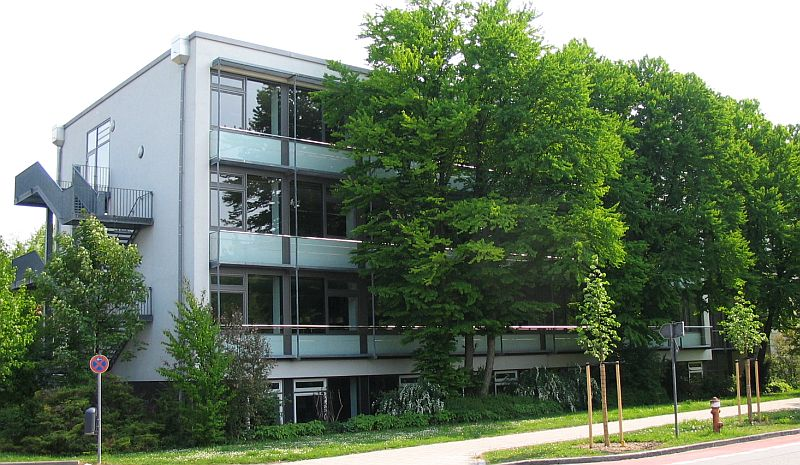
Erweiterungsbau von 1962 nach der Sanierung 1997/98
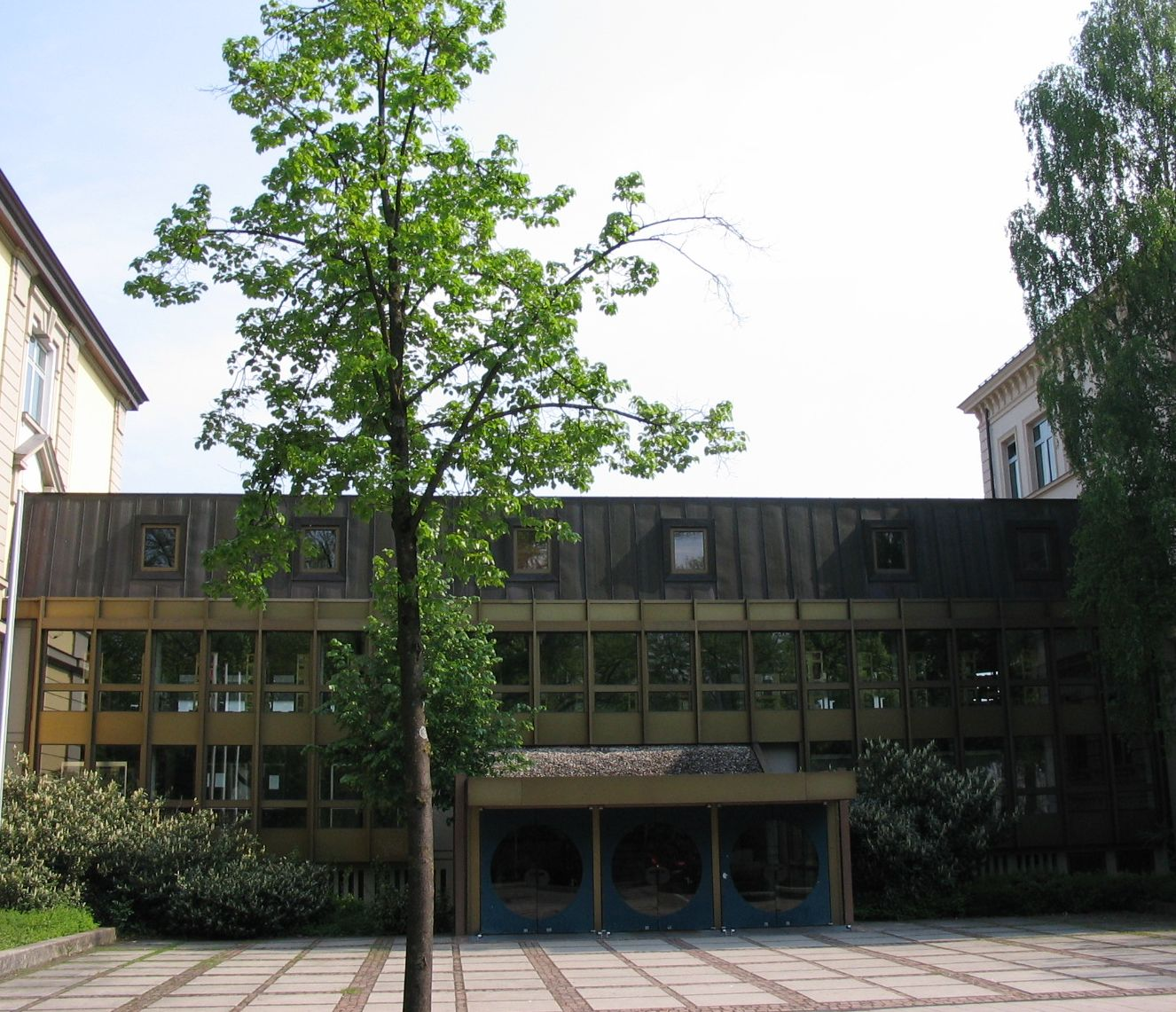
Verbindungsbau zwischen Haus-Nr. 32 und 34 mit u. a. der Bibliothek
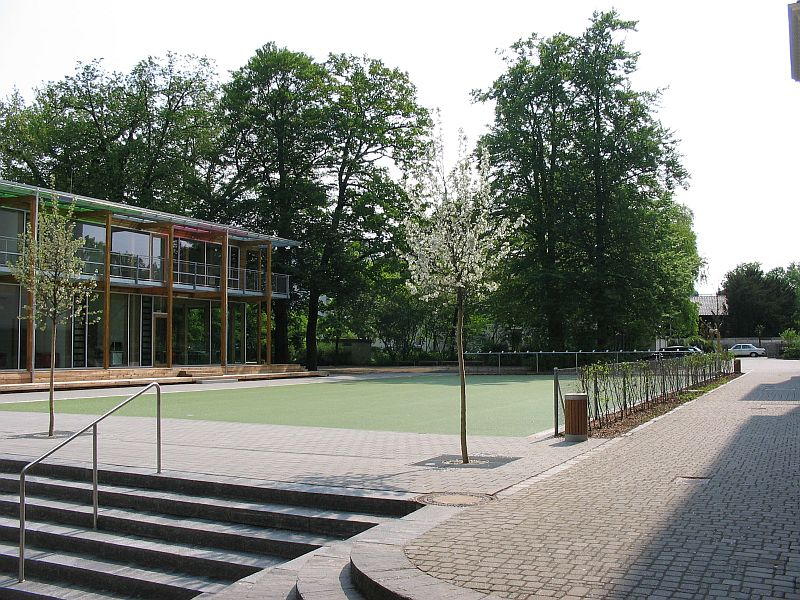
Sportplatz und Neubau aus dem Jahr 2009, im Hintergrund der Pausenhof Nr. 2
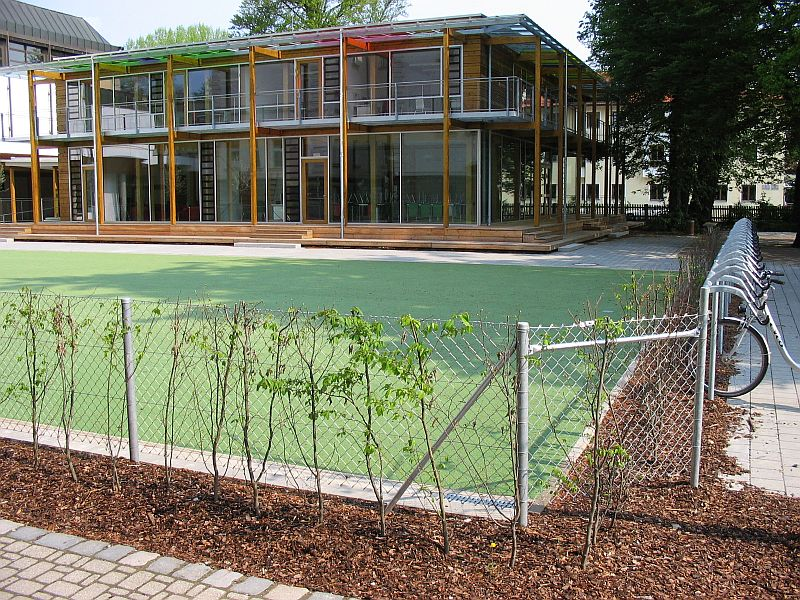
Sportplatz und Neubau aus dem Jahr 2009 mit u. a. der Schulmensa

## Bekannte Schüler
- Waldemar von Knoeringen (1906–1971), Politiker, Landesvorsitzender der SPD in Bayern
- Bernt von Heiseler (1907–1969), Schriftsteller
- Edmund Stoiber (* 1941), CSU-Politiker, ehemaliger Ministerpräsident des Freistaates Bayern
- Fany Kammerlander (* 1967), deutsche Cellistin
- Maximilian Steinbeis (* 1970), Schriftsteller
- Karl-Theodor zu Guttenberg (* 1971), CSU-Politiker, Bundesminister der Verteidigung a. D.
- Andreas März (* 1972), CSU-Politiker, Oberbürgermeister von Rosenheim
- Daniela Ludwig (* 1975), CSU-Politikerin, Abgeordnete des Deutschen Bundestages
- Bastian Obermayer (* 1977), Journalist und Buchautor
- Herbert Schuch (* 1979), Pianist

## Bekannte Lehrer
- Eduard Stemplinger (1870–1964), Altphilologe und Schriftsteller
- Josef Hofmiller (1872–1933), Philologe und Schriftsteller
- Andreas Zierl (* 1961), Altphilologe
- Otto Lederer (* 1970), Politiker

## Schülerverbindung Absolvia Rosenheim
Die Schülerverbindung Absolvia Rosenheim wird 1899 erstmals am damaligen Königlich humanistischen Gymnasium erwähnt und bestand bis zur Zeit des Nationalsozialismus und der Gleichschaltung der Jugendverbände. Durch die Auflösung bzw. deren weiteres Bestehen im Untergrund während des Dritten Reichs verliert sich die Spur in dieser Zeit. Wiedergegründet wurde sie 2011 von Schülern des IGG und Weiteren aus Stadt und Landkreis Rosenheim. Die Verbindung ist ein Zusammenschluss von Schülern und Absolventen und bildet wie andere Verbindungen ein Netzwerk von Absolventen.

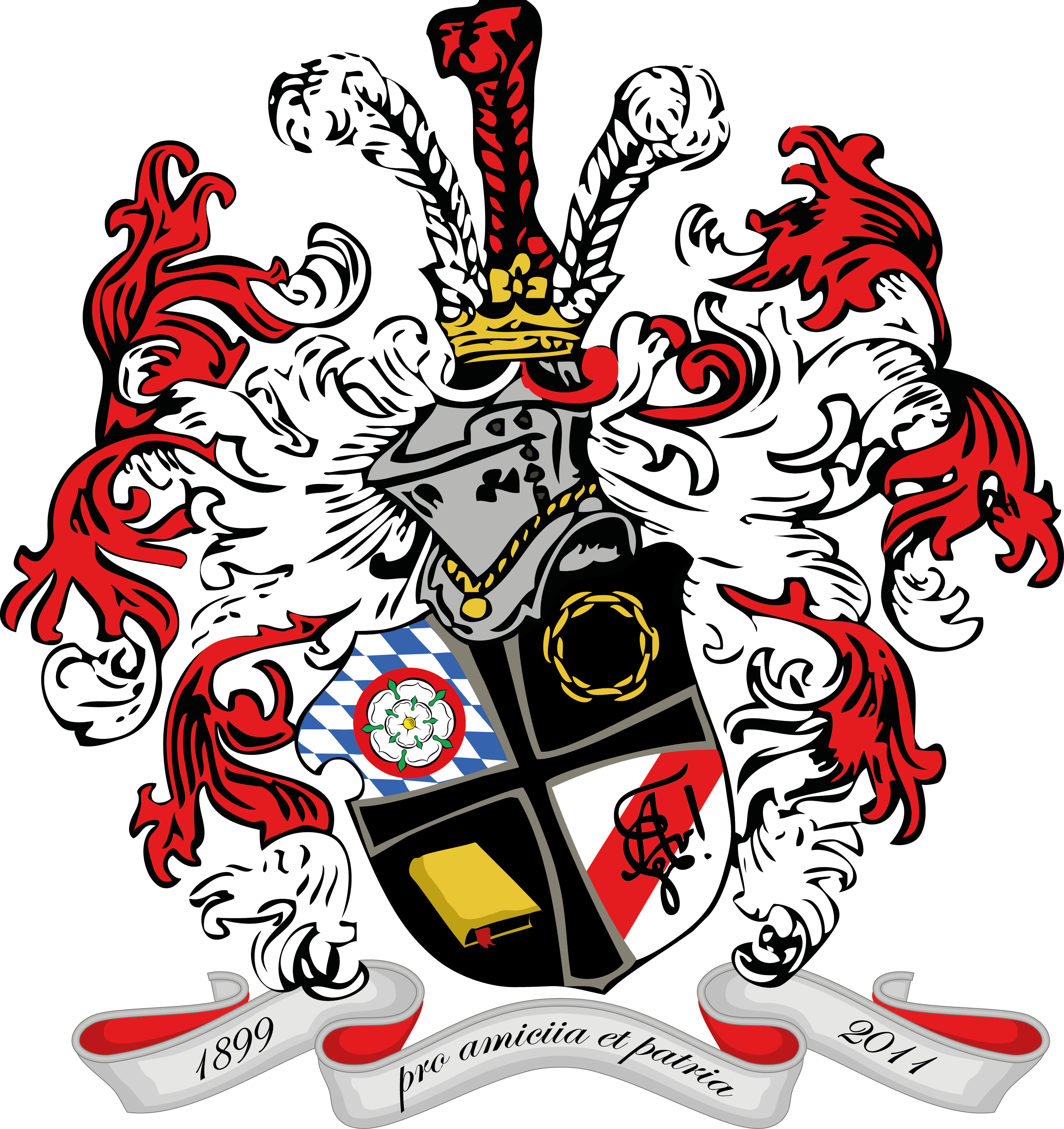
Wappen der SV! Absolvia Rosenheim
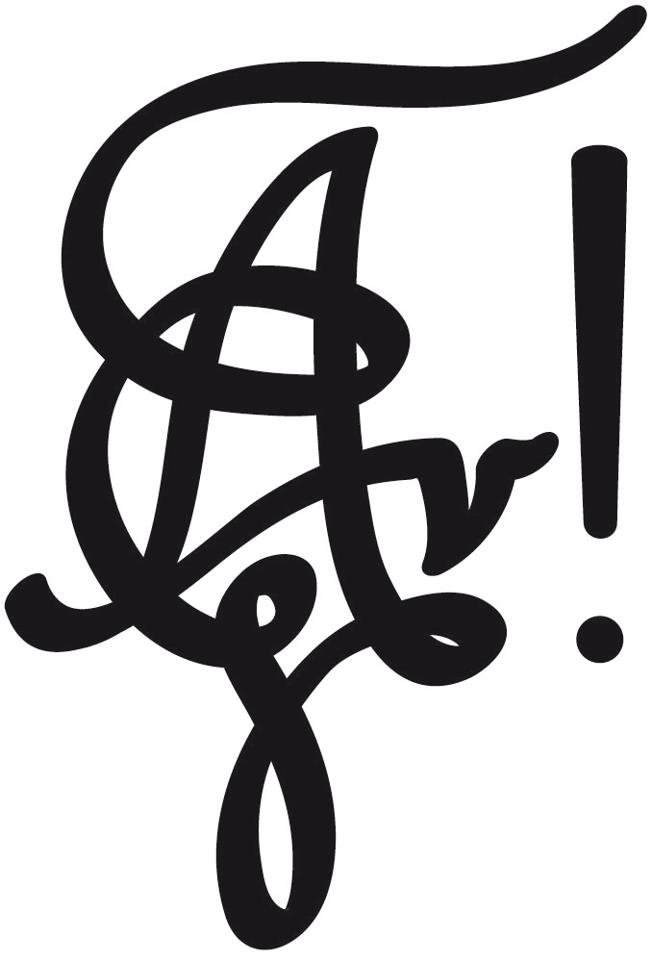
Zirkel der SV! Absolvia Rosenheim
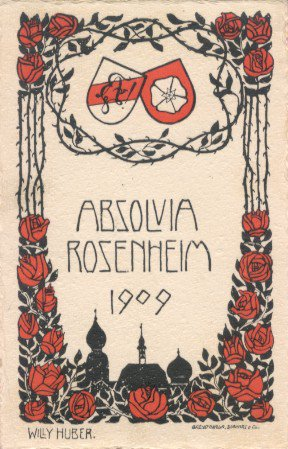
Couleurkarte der SV! Absolvia Rosenheim von 1909
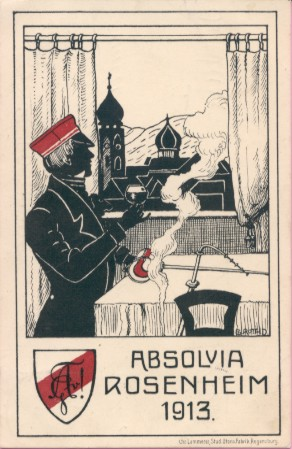
Couleurkarte der SV! Absolvia Rosenheim von 1913
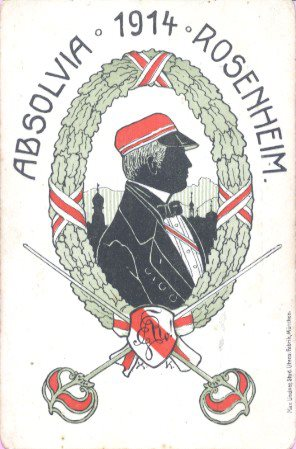
Couleurkarte der SV! Absolvia Rosenheim von 1914
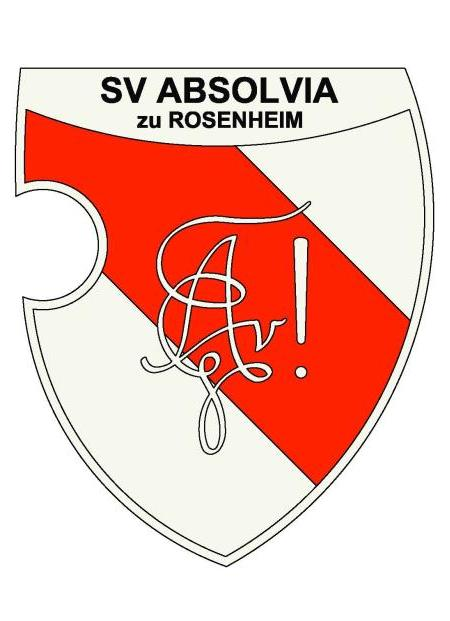
Wimpel der SV! Absolvia Rosenheim